# Ургун (деревня)
Ургун — деревня в Искитимском районе Новосибирской области. Входит в состав Евсинского сельсовета.

## География
Площадь деревни — 123 гектара

## Население
| 2002 | 2007 | 2010 |
| ---- | ---- | ---- |
| 808  | ↗859 | ↗891 |

## Инфраструктура
В деревне по данным на 2007 год функционируют 1 учреждение здравоохранения, 1 образовательное учреждение.